# Болезнь Сезари
Синдром Сезари (англ. Sezary syndrome) — очень редкая кожная лимфома обусловленная опухолевой трансформацией Т-лимфоцитов. Болезнь впервые описана французским дерматологом Альбером Сезари.
Заболевание обычно проявляется кожными пятнами, опухолями или генерализованной эритродермией. Одним из распространённых симптомов является зуд. Внекожные проявления чаще встречаются при наличии кожных опухолей. Развитие синдрома Сезари согласуется наличием эритродермии с циркулирующими злокачественными клетками (клетками Сезари) в периферической крови и в костном мозге. Этот синдром также обычно сопровождается лимфаденопатией. Затрагивает и другие органы: легкие, желудочно-кишечный тракт, печень и центральную нервную систему. Опухолевая клетка представляет собой небольшой лимфоцит с ядром неправильной формы, агрегированным хроматином и незаметными ядрышками. Пациенты с этим заболеванием живут от 1 до 4 лет.
Частота встречаемости составляет 1 на 10 млн человек. Для лечения используется химиотерапия, фототерапия, лучевая терапия, альфа-интерферон, могамулизумаб и трансплантация стволовых клеток.
Этиология развития заболевания до конца не изучена, однако считается, что болезнь провоцируется ретровирусами.